# Église Saint-Martin d'Achey
Pour les articles homonymes, voir Église Saint-Martin et Saint-Martin.
L'église Saint-Martin est une église catholique située à Achey, en France.

## Localisation
L'église est située sur la commune d'Achey, dans le département français de la Haute-Saône.

## Historique
L'édifice est inscrit au titre des monuments historiques en 1980.